# Maďarská menšina v Česku

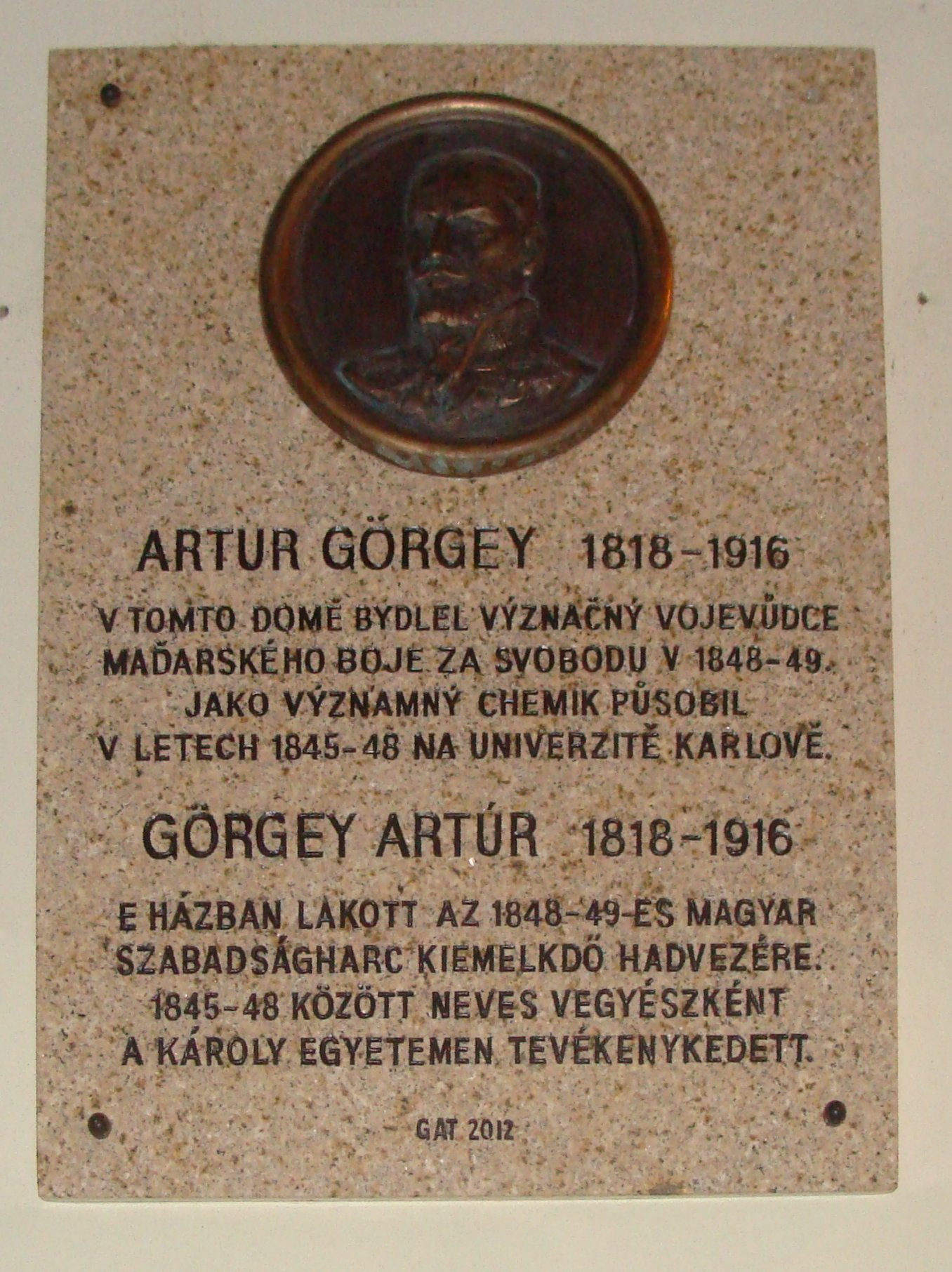
Pamětní deska Artúra Görgeye v Praze

Maďarská menšina v Česku je tradiční národnostní menšina žijící na území České republiky se stálým zastoupením v Radě vlády pro národnostní menšiny. Za příslušníky této menšiny jsou považováni občané České republiky hlásící se k maďarské národnosti a občané republiky Maďarsko mající v Česku krátkodobý, či trvalý pobyt. K maďarské národnosti se při sčítání lidu 2011 přihlásilo 8 920 obyvatel. Vlastní odhad zástupců menšiny je však cca 15 až 20 000 příslušníků.

## Historie
Do první světové války byly počty žijících Maďarů na území Čech a Moravy v tehdejším Rakousko-Uhersku zanedbatelné. Jednalo se především o státní úředníky nebo vojenské činitele. V Praze byl roku 1457 v držení Ladislava Pohrobka tehdy ještě nezletilý Matyáš Korvín, který ovládal češtinu a později se – jako uherský král – stal i vládcem vedlejších zemí českých. Podobný osud internace zažil v Čechách i nezletilý František II. Rákóczi, který v letech 1688 až 1692 pobýval nuceně v Jindřichově Hradci a později v Praze. Důležitým bodem migrujících Maďarů byla především univerzitní Praha, kde na Karlově Univerzitě v letech 1845 až 1848 působil Artúr Görgey. 

### Československo
Podpisem Trianonské mírové smlouvy roku 1920 byla definitivně položena (česko)slovensko-maďarská hranice. Do nového Československa se tak nechtíc dostal i téměř jeden milion osob maďarské národnosti, žijící v souvislém pásu podél jižní hranice od Bratislavy až po Chust na Podkarpatské Rusi. 

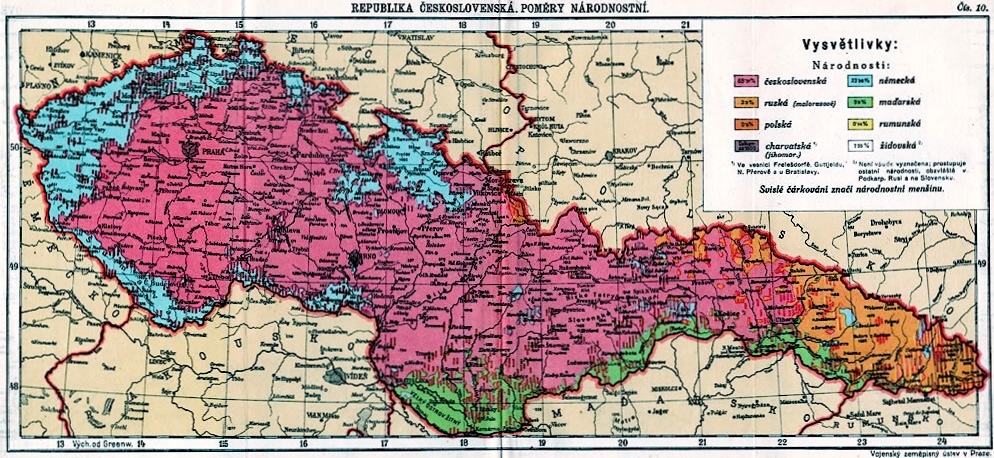
Mapa národů první československé republiky podle sčítání lidu v roce 1930

Tehdy došlo k první významné migrační vlně Maďarů, stěhování maďarské inteligence z oblastí jižního Slovenska a Podkarpatské Rusi do českých měst, především Prahy a Brna. Během prvního sčítání lidu roku 1921 se na území Čech, Moravy a Slezska přihlásilo k maďarské národnosti celkem 7 049 obyvatel. 
Na technické univerzitě v Brně vzniklo ve stejného roce první maďarské studentské sdružení s názvem Corvina. Centrem menšiny se však stala Praha, kde vznikaly akademické, politické i žurnalistické spolky (např. MAKK, Sárló). Vycházely zde i noviny Prágai Magyar Hírlap (Pražský maďarský zpravodaj). V prvorepublikovém Československu zastupovaly v parlamentu maďarské zájmy tyto strany: Maďarská národní strana, Maďarsko-německá sociálně demokratická strana, Sjednocená maďarská strana, Zemská křesťansko-socialistická strana.
Po druhé světové válce dekretem prezidenta Beneše byli příslušníci maďarské národnosti – stejně jako Němci – zbaveni československého státní občanství a počítalo se s jejich vysídlením do Maďarska, ke kterému však nedošlo. S cílem snížit koncentraci Maďarů na Slovensku a zároveň zaplnit vylidněné oblasti po sudetských Němcích, bylo v letech 1945 až 1949 přesídleno z jižního Slovenska do českého pohraničí – jako otrocká pracovní síla – celkem 44 129 příslušníků maďarské národnosti. Během jednoho z transportů došlo i k masakru na Švédských šancích, při kterém bylo u Přerova zmasakrováno 265 žen a dětí maďarské a německé národnosti.
Později bylo těmto přesídleným Maďarům dovoleno vrátit se zpět na Slovensko. Část jich však musela v českých zemích zůstat, neboť jejich původní majetek byl již zkonfiskován a obydlen (neměli se kam vrátit), jiní zůstali z důvodu práce nebo rodiny. Sčítání z roku 1950 proto vykazuje 13 201 obyvatel maďarské národnosti v českých krajích. Roku 1957 ve věznici na Mírově zemřel János Esterházy, nejvýznamnější politický představitel maďarské menšiny v Československu. Ve stejném roce vznikl v Praze studentský klub AED.
Od 60. let minulého století se počet příslušníků menšiny zvyšoval díky vnitřní migraci za prací, rodinou nebo studiemi. V roce 1969 byl v Brně založen studentský klub KAFEDIK, který funguje dodnes. Počet Maďarů se zvyšoval až do rozpadu federace. Při sčítání 1991 se k maďarské národnosti přihlásilo 19 932 obyvatel ČR.

### Česká republika
Důležitým mezníkem byl vznik Svazu Maďarů žijících v českých zemích v létě 1990, který se stal nejvýznamnější organizací pro menšinu.
Podle údajů z průzkumu z prvních poloviny 90. letech minulého století byla téměř polovina příslušníků menšiny spokojena s českým prostředím, jelikož se v něm cítí stejně jako v maďarském. Zhruba 12% českých Maďarů tehdy uvedlo, že byli pro svou národnost nebo jazyk někdy vystaveni diskriminaci (v práci, nebo u mužů často při výkonu základní vojenské služby). Přitom téměř 90% zástupců menšiny odpovědělo, že hovoří česky velmi dobře, nebo alespoň dobře.
Přijetím Zákona č. 273/2001 Sb., o právech příslušníků národnostních menšin mohou čeští Maďaři používat maďarštinu při úředním styku a také u soudu. 

### Demografie
Tabulka zobrazuje počet občanů na území dnešní ČR, kteří se přihlásili k maďarské národnosti, uvedli svůj mateřský jazyk jako maďarský, nebo počet občanů Maďarska žijících v ČR.
| Rok                     | 1921  | 1930   | 1950   | 1961   | 1970   | 1980   | 1991   | 2001   | 2011          |
| ----------------------- | ----- | ------ | ------ | ------ | ------ | ------ | ------ | ------ | ------------- |
| Maďarská národnost      | 7 049 | 11 427 | 13 201 | 15 152 | 18 472 | 19 676 | 19 932 | 14 676 | 8 920 (9 365) |
| Maďarský mateřský jazyk |       |        |        |        | 21 339 |        | 20 260 |        | 9 286         |
| Státní občané Maďarska  |       |        |        |        |        |        |        | 433    | 1 099         |

## Současnost
Při posledním sčítání lidu v roce 2011 uvedlo maďarskou národnost 8 920 občanů ČR. Kombinaci maďarské a slovenské národnosti zvolilo 445 osob. Maďarský jazyk jako svůj mateřský označilo 9 286 obyvatel. V Česku dále žilo 1 099 občanů Maďarska.
Samotné české Maďary lze rozdělit do dvou skupin. První skupinou jsou Maďaři původem z Maďarska, kterých je okolo 10 %. Druhou skupinu 80-90 % tvoří Maďaři z oblasti dnešního jižního Slovenska, kteří byli do Česka přesídleni nebo se přestěhovali za prací či rodinou.
Hlavním spojovatelem menšiny je Svaz Maďarů, který dbá na zachování maďarské identity, vydává oficiální tiskovinu Prágai Tükör (Pražské zrcadlo), zároveň se snaží o přiblížení i propagaci maďarské kultury v Česku, s čím mu pomáhá i Maďarský institut v Praze.
V Praze a Brně se pravidelně konají katolické i protestantské mše v maďarském jazyce. Dlouholetou tradici v Česku má i maďarská reformovaná církev.

## Školství
S ohledem na rozptyl maďarského obyvatelstva nedošlo ke vzniku základní ani střední školy s maďarským vyučovacím jazykem. Pod patronátem Svazu Maďarů funguje pouze Óvoda (mateřská školka) na Praze 1. 
Zároveň jediným místem v Česku, kde lze studovat maďarský jazyk a hungarologii je Ústav etnologie a středoevropských a balkánských studií na Filozofické fakultě Univerzity Karlovy v Praze.

## Organizace
- Cseh- és Morvaországi Magyarok Szövetsége (Sdružení Maďarů v Čechách a na Moravě): Praha, Brno, Lovosice, Plzeň, Olomouc, Ostrava, Teplice, Karlovy Vary

- Csehországi Magyar Gazdasági Társulat (CsMGT, Maďarská hospodářská asociace České republiky)
- Csehországi Magyar Orvosok Társasága (CsMOT, Svaz maďarských lékařů v ČR)
- Maďarská personální farnost u kostela svatého Jindřicha a Kunhuty v Praze
- Csehországi Református Gyülekezetek (Reformované kongregace v České republice)[8]
- Görgey Artúr Társaság (Společnost Artura Görgeyho)
- Iglice (Spolek maďarských rodičů v Praze)[9]
- Kőris (taneční skupina)
- MILLE DOMI (pěvecký sbor)
- Nyitnikék (taneční skupina)[10]
- Magyar Bohémia (Všechno, co je v České republice maďarské – kultura, archiv)[11]

### Studentské spolky
- Praha: Ady Endre Diákkör (AED, 1957) / Studentský kroužek Endre Adyho
- Brno: Kazinczy Ferenc Diákklub (KAFEDIK, 1969) / Studentský klub Ference Kazinczyho

### Tisk
- Prágai Tükör (Pražské zrcadlo)
- Brünni Magyar Futár (Brněnský maďarský kurýr)
- Alma Mater
- Sárga Szamár (Žlutý osel)